# Oscar al II-lea al Suediei
Oscar al II-lea (n. 21 ianuarie 1829, Stockholm, Suedia-Norvegia – d. 8 decembrie 1907, Stockholm, Suedia), născut Oscar Frederik a fost rege al Norvegiei din 1872 până la 1905 și rege al Suediei din 1872 până la moartea sa. Al treilea fiu al regelui Oscar I al Suediei și al Josephinei de Leuchtenberg. Prin mama sa, a fost descendent al regelui Gustav I al Suediei. 

## Tinerețe și educație
La naștere, Oscar Fredrik a fost numit Duce de Östergötland. La vârsta de 11 ani a intrat în marină și a fost numit locotenent în iulie 1845. Mai târziu a studiat la Universitatea Uppsala, unde s-a distins la matematică. La 13 decembrie 1848 a fost ales membru de onoare al Academiei de Știință Regale Suedeză.
La 6 iunie 1857 s-a căsătorit cu Prințesa Sophia Wilhelmina, fiica cea mică a Ducelui William de Nassau. Doi ani mai târziu a devenit Prinț Moștenitor al Suediei deoarece fratele lui mai mare, regele Carol al XV-lea nu avea moștenitori pe linie masculină iar fratele mijlociu, Gustaf murise în 1852.

## Rege al Suediei și Norvegiei

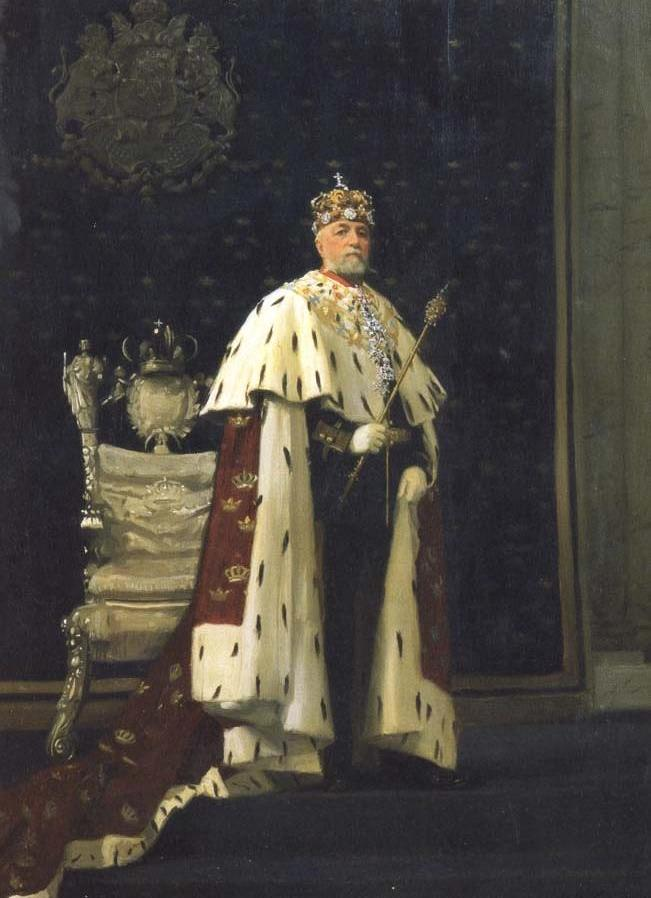
Regele Oscar al II-lea a fost ultimul suveran suedez care a fost încoronat, în același timp, rege al Suediei și rege al Norvegiei.

I-a succedat fratelui său la 18 septembrie 1872 și a fost încoronat rege al Norvegiei la Catedrala Nidaros din Trondheim la 18 iulie 1873. Deviza sa a fost Brödrafolkens väl / Broderfolkenes Vel ("Bunăstarea popoarelor înfrățite"). Deoarece regele și curtea regală stăteau mai mult în Suedia, Oscar făcea eforturi să învețe să vorbească fluent norvegiana și încă de la început a realizat dificultățile în menținerea uniunii celor două țări. A fost detronat la 7 iunie 1905 de Parlamentul norvegian și a renunțat la tronul Norvegiei la 26 octombrie. A refuzat să permită vreunui prinț al Casei regale să devină rege al Norvegiei; relațiile dintre cele două țări s-au îmbunătățit după decesul său care a avut loc la Stockholm la 8 decembrie 1907.
| Oscar al II-lea al Suediei Casa de BernadotteNaștere: 21 ianuarie 1829 Deces: 8 decembrie 1907 |                             |                             |
| Titluri regale                                                                                 |                             |                             |
| Predecesor: Carol al XV-lea/IV-lea                                                             | Rege al Suediei 1872-1907   | Succesor: Gustav al V-lea   |
| Predecesor: Carol al XV-lea/IV-lea                                                             | Rege al Norvegiei 1872-1905 | Succesor: Haakon al VII-lea |